# 1057年
| 千纪： | 2千纪 |
| 世纪： | 10世纪 \| 11世纪 \| 12世纪                                                                                 |
| 年代： | 1020年代 \| 1030年代 \| 1040年代 \| 1050年代 \| 1060年代 \| 1070年代 \| 1080年代                           |
| 年份： | 1052年 \| 1053年 \| 1054年 \| 1055年 \| 1056年 \| 1057年 \| 1058年 \| 1059年 \| 1060年 \| 1061年 \| 1062年 |
| 纪年： | 丁酉年（鸡年）；契丹清宁三年；北宋嘉祐二年；西夏奲都元年；大理政安五年；越南龍瑞太平四年；日本天喜五年     |

## 大事记
- 緬甸
  - 蒲甘王國阿奴律陀興兵南征，攻真腊、罗斛、滅直通王國，在孟族國師善阿羅漢建議下改宗上座部佛教。
- 拜占庭帝国
  - 伊萨克一世登基为拜占庭皇帝。
- 其他
  - 8月3日——斯德望十世当选为教皇。

## 逝世
- 8月15日——麦克白，苏格兰国王（出生于1005年，52岁）